# Inre Tvåtjärnen (Lycksele socken, Lappland, 717818-162315)
Inre Tvåtjärnen är en sjö i Lycksele kommun i Lappland och ingår i Umeälvens huvudavrinningsområde.